# 18026 Джуліяболдуїн
18026 Джуліяболдуїн (18026 Juliabaldwin) — астероїд головного поясу, відкритий 18 травня 1999 року.
Тіссеранів параметр щодо Юпітера — 3,538.